# Живети за један дан
Живети за један дан (енгл. Miss Pettigrew Lives for a Day) британска је романтична комедија из 2008. у којој главне улоге тумаче Франсес Макдорманд и Ејми Адамс.

## Улоге
| Глумац             | Улога             |
| ------------------ | ----------------- |
| Ејми Адамс         | Делисија Лафос    |
| Франсес Макдорманд | госпођица Петигру |
| Ли Пејс            | Мајкл Парду       |
| Том Пејн           | Фил Голдман       |
| Марк Стронг        | Фил Калдерели     |
| Ширли Хендерсон    | Идит Дабари       |
| Киран Хајндс       | Џо Бломфилд       |
| Кристина Кол       | Шарлот Ворен      |
| Стефани Кол        | госпођица Холт    |